# نورث امریکن اف‌جی-۱ فیوری
نورث امریکن اف‌جی-۱ فیوری (به انگلیسی: North American FJ-1 Fury) یک هواپیمای ساختِ کارخانهٔ نورث امریکن اوییشن در کشور ایالات متحده آمریکا است. نخستین استفاده‌کنندهٔ این هواپیما نیروی دریایی ایالات متحده آمریکا بوده‌است. این هواپیما برای نخستین بار در ۱۱ سپتامبر ۱۹۴۶ میلادی مورد استفاده قرار گرفت.